# Wydział Socjologiczno-Historyczny Uniwersytetu Rzeszowskiego
Wydział Socjologiczno-Historyczny Uniwersytetu Rzeszowskiego (WS-H UR) – istniejący w latach 1994-2019 jeden z 12 wydziałów Uniwersytetu Rzeszowskiego powstały w 1994 roku w wyniku reorganizacji Wydziału Społeczno-Pedagogicznego i podzielenia go na wyżej wymieniony oraz Wydział Pedagogiczny. Kształcił studentów na dziesięciu podstawowych kierunkach zaliczanych do nauk humanistycznych i społecznych, na studiach stacjonarnych oraz niestacjonarnych.
Wydział był jednostką interdyscyplinarną. W jego ramach znajdowało się w ostatnich latach działalności się 5 Instytutów. Według stanu z 2019 roku zatrudnionych było 123 pracowników naukowo-dydaktycznych (z czego 17 na stanowisku profesora zwyczajnego, 26 na stanowisku profesora nadzwyczajnego ze stopniem naukowym doktora habilitowanego, 75 adiunktów ze stopniem doktora oraz 5 asystentów z tytułem magistra). Wydział współpracował również z emerytowanymi profesorami, których autorytet wspierał zarówno proces dydaktyczny, jak i przede wszystkim wymianę międzynarodową.

## Historia
Wydział powstał 1 września 1994 roku w wyniku reorganizacji Wydziału Społeczno-Pedagogicznego. W jego skład początkowo wchodziły dwa instytuty: Historii oraz Filozofii i Socjologii. Ten drugi został w 1996 roku podzielony na Instytut Filozofii i Instytut Socjologii. Kształcenie studentów odbywało się w tym czasie na kierunkach: historia, socjologia i filozofia. W 1999 roku do wydziału został afiliowany nowo powstały Instytut Archeologii. Kolejną jednostką, która powstała na wydziale była w 2001 roku Katedra Politologii. 4 lipca 2005 roku Instytut Filozofii wyłączono ze struktur wydziału i przekształcono w Międzywydziałowy Instytut Filozofii. Aktualnie (stan na 29.10.2017) w skład Wydziału Socjologiczno-Historycznego UR wchodzi 5 Instytutów: Instytut Archeologii (prowadzący kierunki: archeologia oraz muzeologia), Instytut Filozofii (kierunek filozofia), Instytut Historii (kierunki: historia, turystyka historyczna i kulturowa, kulturoznawstwo), Instytut Nauk o Polityce (kierunek bezpieczeństwo wewnętrzne oraz politologia) oraz Instytut Socjologii (kierunki: socjologia oraz praca socjalna). Uchwałą Senatu Uniwersytetu Rzeszowskiego z dnia 4.04.2019 Instytuty wchodzące w skład Wydziału zostały podzielone między nowe jednostki Kolegium Nauk Humanistycznych (Instytuty: Archeologii, Historii oraz Filolofii) oraz Kolegium Nauk Społecznych (Instytuty: Socjologii oraz Nauk o Polityce.

## Władze Wydziału
W kadencji 2016-2019:
| Stanowisko                                    | Imię i nazwisko               |
| --------------------------------------------- | ----------------------------- |
| Dziekan                                       | dr hab. Paweł Grata           |
| Prodziekan ds. Promocji                       | dr Jarosław Kinal             |
| Prodziekan ds. Nauki i Współpracy z Zagranicą | dr hab. Marta Połtowicz-Bobak |
| Prodziekan ds. Studenckich i Kształcenia      | dr hab. Krzysztof Żarna       |

## Poczet dziekanów
- 1996-1999: dr hab. Aleksander Bobko - filozof (etyka, filozofia niemiecka, filozofia polityczna)
- 1999-2002: dr hab. Alojzy Zielecki - historyk (dydaktyka historii, historia nowożytna Polski, historia XIX w.)
- 2002-2008: prof. dr hab. Aleksander Bobko - filozof (etyka, filozofia niemiecka, filozofia polityczna)
- 2008-2012: prof. dr hab. Sylwester Czopek - archeolog (archeologia powszechna epoki brązu i wczesnej epoki żelaza)
- 2012-2016: prof. dr hab. Zdzisław Budzyński - historyk (historia nowożytna Polski)
- od 2016 r. dr hab. Paweł Grata - historyk (historia najnowsza, historia gospodarcza)

## Kierunki kształcenia
Wydział kształcił studentów na studiach licencjackich (3 letnie) i magisterskich uzupełniających na następujących kierunkach:
- archeologia
- bezpieczeństwo wewnętrzne
- filozofia
- historia
- kulturoznawstwo
- muzeologia
- politologia
- praca socjalna
- socjologia
- turystyka historyczna i kulturowa

Ponadto wydział prowadził również następujące studia podyplomowe i kursy kwalifikacyjne:
- wiedza o społeczeństwie
- historia
- etyka i filozofia
- menadżer w samorządzie terytorialnym
- fotografia dziennikarska, promocyjna i użytkowa
- Szkolenie specjalizacyjne z zakresu organizacji pomocy społecznej

Wydział oferował studia doktoranckie (trzeciego stopnia) w następujących dziedzinach:
- archeologia
- filozofia
- historia
- socjologia

Wydział posiadał uprawnienia do nadawania następujących stopni naukowych: 
- doktora nauk humanistycznych w zakresie: archeologii, filozofii, historii, socjologii
- doktora habilitowanego nauk humanistycznych w zakresie: archeologii, historii

## Struktura organizacyjna

### Instytut Archeologii
Dyrektor: dr hab. Andrzej Rozwałka
- Zakład Epoki Kamienia
- Zakład Archeologii Protohistorycznej
- Zakład Archeologii Środkowoeuropejskiego Barbaricum
- Zakład Archeologii Średniowiecza
- Zakład Nauk Przyrodniczych i Archeometrii
- Zakład Muzeologii

### Instytut Filozofii
Dyrektor: dr hab. Przemysław Paczkowski
- Zakład Historii Filozofii
- Zakład Filozofii Społecznej i Filozofii Kultury
- Zakład Filozofii Człowieka
- Zakład Filozofii Współczesnej

### Instytut Historii
Dyrektor: dr hab. Andrzej Bonusiak
- Zakład Historii Starożytnej i Orientalistyki
- Zakład Historii Średniowiecznej i Nordystyki Starszej
- Zakład Historii Nowożytnej i Dziejów Kościoła
- Zakład Historii XIX wieku
- Zakład Historii Najnowszej
- Zakład Historii i Kultury Żydów
- Zakład Historii Gospodarczej i Społecznej
- Zakład Edukacji i Kultury Historycznej
- Zakład Historii Historiografii i Metodologii Historii
- Zakład Archiwistyki i Nauk Pomocniczych Historii
- Zakład Socjografii i Form Ustrojowych
- Zakład Kulturoznawstwa

### Instytut Socjologii
Dyrektor: ks. dr hab. Witold Jedynak
- Zakład Socjologii Organizacji i Zarządzania
- Zakład Socjologii Rodziny i Problemów Społecznych
- Zakład Antropologii Kulturowej
- Zakład Socjologii Miasta i Zbiorowości Terytorialnych
- Zakład Polityki Społecznej i Pracy Socjalnej
- Zakład Studiów Środkowoeuropejskich

### Instytut Nauk o Polityce
Dyrektor: prof. dr hab. Agnieszka Pawłowska
- Zakład Administracji Publicznej i Polityki Społecznej
- Zakład Komunikowania Społecznego
- Zakład Stosunków Międzynarodowych
- Zakład Teorii Państwa, Prawa i Polityki
- Zakład Systemów Politycznych
- Zakład Polityki Bezpieczeństwa